# Agujas para micropigmentación
Las agujas de micropigmentación son un material empleado en la práctica de tratamientos de maquillaje permanente.
La mayoría de las agujas están fabricadas a base de aleaciones de acero, estando las más sofisticadas construidas en acero inoxidable, y caracterizadas por una penetración del pigmento con mayor rapidez y suavidad. Con objeto de mantener las condiciones de esterilidad necesarias durante el tratamiento de micropigmentación, las agujas deben haber estado sometidas a un proceso de esterilización mediante rayos X y han de ser envasadas individualmente. Las agujas no deben emplearse si el envase está dañado.